# The Link Alive
Albums par Gojira
The Link
(2003) From Mars to Sirius
(2005)
Lives par Gojira
The Flesh Alive
(2012)
The Link Alive est un concert enregistré en novembre 2003 à Bordeaux par le groupe de death metal français Gojira sorti sur différents supports.

## La version CD
Cette version existe également en version limitée à 500 copies.

### Liste des titres
| No  | Titre                     | Durée |
| --- | ------------------------- | ----- |
| 1.  | Connected                 | 1:26  |
| 2.  | Remembrance               | 4:12  |
| 3.  | Death of Me               | 6:02  |
| 4.  | Love                      | 4:06  |
| 5.  | Embrace the World         | 7:33  |
| 6.  | Space Time                | 5:10  |
| 7.  | Terra Inc.                | 3:40  |
| 8.  | Indians                   | 5:14  |
| 9.  | Wisdom Comes              | 2:59  |
| 10. | Blow me Away You(niverse) | 11:37 |
| 11. | Lizard Skin               | 4:18  |
| 12. | Inward Movement           | 7:19  |
| 13. | The Link                  | 6:23  |
| 14. | Clone                     | 4:30  |
| 15. | In the Forest             | 8:44  |

+ Bonus Old Stuff Alive
| No   | Titre                                     | Durée |
| ---- | ----------------------------------------- | ----- |
| 16A. | November 1996 "Victim" (First Show)       | 1:36  |
| 16B. | June 1998 "Saturate"                      | 1:55  |
| 16C. | February 1999 "On The Brink Of The Abyss" | 2:25  |
| 16D. | September 1999 "Possessed"                | 5:07  |
| 16E. | January 2002 "Satan Is A Lawyer"          | 4:41  |
| 16F. | April 2003 "Lizard Skin"                  | 4:35  |

## La version DVD
Sorti également en 2004 puis réédité en 2007.
En plus des 15 pistes live, il contient deux reportages : Gojira Sur La Route, Gojistory ainsi que les clips de Deliverance et de Love, des photos et les crédits,.

### Liste des titres
| No  | Titre                     | Durée |
| --- | ------------------------- | ----- |
| 1.  | Connected                 | 1:15  |
| 2.  | Remembrance               | 4:44  |
| 3.  | Death of Me               | 6:40  |
| 4.  | Love                      | 4:10  |
| 5.  | Embrace the World         | 7:47  |
| 6.  | Space Time                | 5:27  |
| 7.  | Terra Inc.                | 3:46  |
| 8.  | Indians                   | 5:47  |
| 9.  | Wisdom Comes              | 3:18  |
| 10. | Blow me Away You(niverse) | 11:19 |
| 11. | Lizard Skin               | 4:04  |
| 12. | Inward Movement           | 6:35  |
| 13. | The Link                  | 6:07  |
| 14. | Clone                     | 4:15  |
| 15. | In the Forest             | 8:15  |

+ Documentaires
| No  | Titre        | Durée |
| --- | ------------ | ----- |
| 16. | Sur La Route | 50:18 |
| 17. | Gojistory    | 12:11 |

+ Clips
| No  | Titre                     | Durée |
| --- | ------------------------- | ----- |
| 17. | Deliverance (Godzilla 99) | 4:56  |
| 18. | Love                      | 3:22  |
| 19. | Galerie                   | 6:30  |
| 20. | Crédits                   | 2:25  |

## La version CD + DVD
Cette version est sortie un an après la première sortie.

### Liste des titres

#### CD
| No  | Titre                      | Durée |
| --- | -------------------------- | ----- |
| 1.  | Remembrance                | 4:15  |
| 2.  | Death Of Me                | 6:14  |
| 3.  | Love                       | 5:15  |
| 4.  | Embrace The World          | 4:41  |
| 5.  | Drum Solo                  | 1:41  |
| 6.  | Space Time                 | 5:55  |
| 7.  | Terra Inc.                 | 2:55  |
| 8.  | Indians                    | 5:13  |
| 9.  | Wisdom Comes               | 2:56  |
| 10. | Blow Me Away You (Niverse) | 10:48 |
| 11. | Lizard Skin                | 4:27  |
| 12. | Inward Movement            | 7:06  |
| 13. | The Link                   | 6:29  |
| 14. | Clone                      | 4:49  |

#### DVD
| No  | Titre                     | Durée |
| --- | ------------------------- | ----- |
| 1.  | Connected                 | 1:26  |
| 2.  | Remembrance               | 4:12  |
| 3.  | Death of Me               | 6:02  |
| 4.  | Love                      | 4:06  |
| 5.  | Embrace the World         | 7:33  |
| 6.  | Space Time                | 5:10  |
| 7.  | Terra Inc.                | 3:40  |
| 8.  | Indians                   | 5:14  |
| 9.  | Wisdom Comes              | 2:59  |
| 10. | Blow me Away You(niverse) | 11:36 |
| 11. | Lizard Skin               | 4:18  |
| 12. | Inward Movement           | 7:19  |
| 13. | The Link                  | 6:22  |
| 14. | Clone                     | 4:30  |
| 15. | In the Forest             | 8:46  |

+ Bonus Documentaires
| No  | Titre                                     | Durée |
| --- | ----------------------------------------- | ----- |
| 16. | Documentaire Tournee 2003: "Sur La Route" | 47:47 |
| 17. | Docu-Fiction Historique: "Gojistory"      | 12:11 |

+ Clips
| No  | Titre        | Durée |
| --- | ------------ | ----- |
| 18. | Love         | 3:20  |
| 19. | Gojira Is... | 1:49  |

| No  | Titre          | Durée |
| --- | -------------- | ----- |
| 20. | Gallerie Photo | 5:00  |
| 21. | Crédits        | 8:36  |